# Коммунистическая улица (Астрахань)
Коммунисти́ческая улица — одна основных магистралей центральной части Астрахани. Проходит с юга на север от улицы Ленина до улицы Анри Барбюса через исторические районы Белый город и Закутумье.

## История
Современная улица Коммунистическая включает в себя три исторические улицы города. Своё начало она берёт от южной границы Белого города и идёт на север, длина Коммунистической улицы 1,6 км.

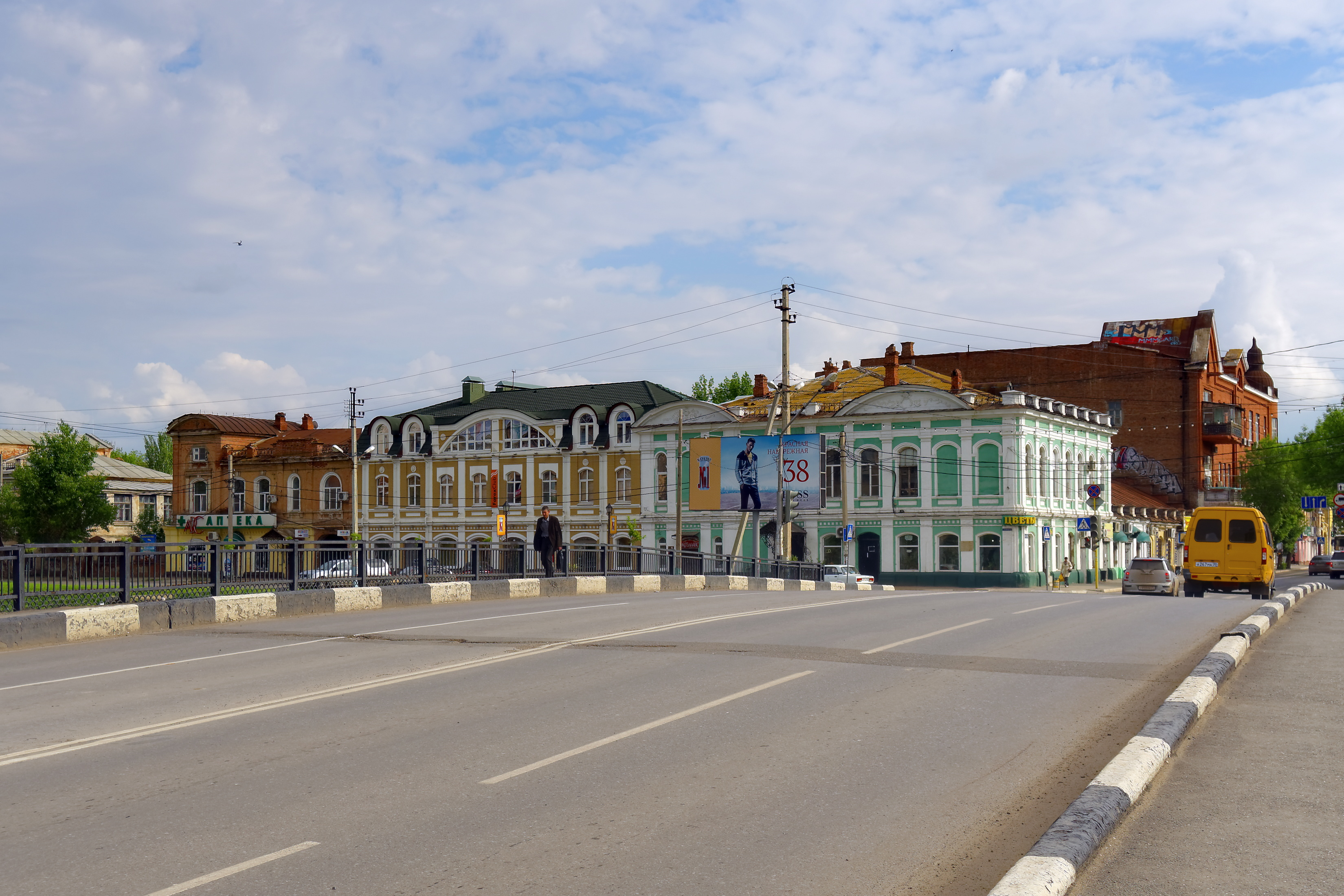
Сапожниковский мост на улице Коммунистической

Первая, самая древняя её часть — старинная улица Рождественская, проходившая рядом с церковью Рождества Богородицы от улицы Большой до Спасских ворот в северной стене Белого города. По другую сторону улицы Большой Рождественская выдавалась коротким отрезком, упираясь в солончаки.
При реконструкции 1746 года Рождественская была удлинена до южной стены Белого города. При пожаре 1767 года все строения на улице выгорели, остались только каменные части Рождественской церкви и Спасского монастыря. По генеральному плану 1769 года на ней были разбиты три площади. Сама улица должна была пройти через Большой Астраханский канал, тогда ещё строящийся, до Армянской слободы. Однако этот замысел не был реализован, так как не был увязан с опорным планом города. В последнее десятилетие XVIII века Рождественская площадь (получившая название Круглой) стала застраиваться домами, радиальными в плане. К 1800-м годам вся застройка, примыкающая к улице в границах Белого города была выполнена по «красным линиям». Улица начиналась от Облупинской площади. В 1805 году был построен Спасский мост, и Рождественская улица протянулась до берега Кутума. Её часть от моста до окраины города получила название Спасской. По усадьбе купца Сапожникова, находившейся с правой стороны от моста, в 1828 году улицу назвали Сапожниковской. К концу XIX века улица уже проходила через четыре городских квартала.
В 1920 году улица Рождественская была переименована в Достоевскую в честь Ф. М. Достоевского, а Сапожниковская — в Коммунистическую. Достоевская и Коммунистическая были объединены в одну улицу под названием Коммунистическая в 1951 году.
В 1958 году на улице был обустроен Сквер имени А. С. Пушкина, ныне одна из известных достопримечательностей города.